# W45 (ядерна боєголовка)
W45 — багатоцільова американська ядерна боєголовка, розроблена на початку 1960-х років, вперше побудованою в 1962 році і використовувалася в деяких додатках до 1988 року. Мала діаметр 290 мм, довжиною 690 мм і важила 68 кг. Потужність різних версій W45 становила 0,5, 1, 5, 8, 10 і 15 кілотонн. W45 була розроблений у Ліверморській філії Радіаційної лабораторії Каліфорнійського університету (UCRL), нині Ліверморська національна лабораторія імені Лоуренса.
W45 використовував звичайне ядро ядерного поділу під назвою Robin первинний, яке використовувалося як первинне ядро поділу в термоядерній зброї W38 і W47.
Застосування боєголовки W45 включало:
- Малий Джон SSM
- RIM-2 Terrier САМ
- Bullpup ASM